# Токіцукадзе (1940)
Токіцукадзе (Tokitsukaze, яп. 時津風) — ескадрений міноносець Імперського флоту Японії, який взяв участь у Другій світовій війні.
Корабель, який став одинадцятим (за датою закладання) серед есмінців типу «Кагеро», спорудили у 1940 році на верфі Uraga Dock.

## Історія служби
На момент вступу Японії до Другої світової війни «Токіцукадзе» належав до 16-ї дивізії ескадрених міноносців. 1 грудня 1941-го дивізія прибула з Японії до Палау (важлива база на заході Каролінських островів), а 6 грудня її есмінці вийшли звідси в межах операції на півдні та сході Філіппін. Три з них попрямували для прикриття загону легкого авіаносця «Рюдзьо», який в день нападу на Перл-Гарбор здійснив рейд на Давао (південне узбережжя філіппінського острова Мінданао), а от «Токіцукадзе» одразу входив до охорони транспортного загону, який вийшов з Палау та 12 грудня здійснив висадку десанту на південно-східному завершенні острова Лусон у Легаспі (японське командування запланувало кілька допоміжних десантів на Філіппінах, що мали передувати вторгненню головних сил до затоки Лінгаєн на заході Лусону).
19 грудня 1941-го «Токіцукадзе» полишив Легаспі та попрямував для підтримки десанту в Ламон-Бей (також на східному узбережжі Лусону, але північніше від Легаспі). Призначені для останнього сили вийшли 17 числа з острова Амаміосіма (архіпелаг Рюкю) та 24 числа без особливого спротиву здійснили висадку. Тієї ж доби «Токіцукадзе» провів атаку глибинними бомбами по місцю ймовірного перебування ворожого підводного човна, а сам був безрезультатно атакований літаком. 26 грудня есмінець полишив район Легаспі та 29 числа прибув на Палау.
1—4 січня 1942-го «Токіцукадзе» пройшов до Давао на південному узбережжі філіппінського острова Лусон (тут японський десант висадився ще 20 грудня).
У першій декаді січня 1942-го 16-ту дивізію задіяли у прикритті десантної операції у районі Менадо на північно-східному півострові острова Целебес (Сулавесі), висадкова частина якої відбулася в ніч проти 11 січня.
21 січня 1942-го «Токіцукадзе» задіяли для прикриття сил висадки в Кендарі на південно-східному півострові Целебесу, десантування у якому провели в перші години 24 січня.
26—27 січня 1942-го есмінець здійснив перехід з Кендарі до якірної стоянки Банка поблизу Менадо, звідки 30 січня рушив у ескорті легкого крейсера «Дзінцу» в межах операції по оволодінню островом Амбон. Десантування на останній почалось у ніч проти 31 числа, при цьому бої з союзними силами затягнулись на кілька діб і лише 3 лютого острів узяли під повний контроль. 2 лютого «Токіцукадзе» увійшов до бухти Амбону, а в наступні кілька діб ніс у цьому районі патрульно-ескортну службу. 12—13 лютого «Токіцукадзе» перейшов до затоки Старінг-Бей поблизу Кендарі (можливо відзначити, що тут у лютому — березні базувались великі сили японського флоту), а 14—15 лютого повернувся звідти на Амбон.
У середині лютого 1942-го Токіцукадзе задіяли для прикриття операції по оволодінню островом Тимор. У межах останньої 16—17 лютого з Амбону вийшли два транспортні загони, при цьому Токіцукадзе та ще п'ять есмінців супроводжували той з них, що прямував до Купангу в західній, нідерландській, частині Тимору (всього у прикритті транспортів задіяли легкий крейсер та 9 есмінців). Висадка відбулась 20 лютого.
25 лютого 1942-го «Токіцукадзе» разом з трьома іншими есмінцями своєї дивізії та легким крейсером «Дзінцу» вийшли з Купангу, щоб взяти участь у прикритті сил вторгнення на Яву. 27 лютого «Токіцукадзе» у складі великого загону взяв участь у битві в Яванському морі, зокрема в торпедній атаці на вороже з'єднання. Перемога у битві дозволила 1 березня висадити десант на сході Яви у Крагані. Що стосується «Токіцукадзе», то з 28 лютого він майже два тижні переважно виконував протичовнові завдання на сході Яванського моря, де провів ряд атак глибинними бомбами (втім, якісь досягнення унаслідок цих дій невідомі).
12 березня 942-го «Токіцукадзе» прибув до Макассару (південно-західний півострів острова Целебес), де на ньому провели певні відновлювальні роботи. 22—24 березня він супроводжував з Макассару на Амбон гідроавіаносець «Тітосе», а 29 числа рушив разом з ним на схід у межах операції по зайняттю північного узбережжя Нової Гвінеї. У цьому поході есмінець провів майже місяць і лише 25 квітня прибув до Давао. Наступної доби «Токіцукадзе» вирушив з Давао до Японії і 2 травня прибув до Куре, при цьому більшу частину переходу він разом з есмінцем «Хацукадзе» ескортував «Тітосе» (відокремився та попрямував до Сасебо 1 травня).
В Японії «Токіцукадзе» пройшов короткотривалий доковий ремонт, а 21—25 травня 1942-го в межах підготовки операції проти атолу Мідвей він разом з іншими есмінцями 16-ї (а також 15-ї та 18-ї) дивізії пройшов з Куре на острів Сайпан (Маріанські острови). 28 травня есмінці вийшли з Сайпану супроводжуючи транспорти з військами. Катастрофічна поразка авіаносного з'єднання в битві 4—5 червня під Мідвеєм призвела до скасування операції та повернення транспортного конвою на базу. «Токіцукадзе» при цьому 13 червня прибув на атол Трук центральній частині Каролінських островів (тут ще до війни створили потужну базу японського ВМФ, з якої до лютого 1944-го провадились операції у цілому ряді архіпелагів), а 15—21 червня пройшов звідси до Йокосуки. Далі протягом кількох тижнів «Токіцукадзе» ніс ескортну службу водах Японського архіпелагу.
11 липня 1942-го «Токіцукадзе» разом зі ще одним есмінцем тієї ж дивізії «Юкікадзе» вирушили з Йокосуки ескортуючи транспорт. 15—21 липня цей загін перебував у Такао (наразі Гаосюн на Тайвані), а потім вирушив до Рабаула — головної передової бази японців у архіпелазі Бісмарка, з якої провадились операції на Соломонових островах та сході Нової Гвінеї. 29 липня біля кораблів Адміралтейства до них приєднався важкий крейсер «Тьокай» (йшов до того під охороною двох есмінців, як тепер попрямували на Трук). 30 липня загін досягнув Рабаула, де з крейсера зійшов на берег штаб Восьмого флота (був створений для проведення операцій у Меланезії). 31 липня — 1 серпня «Токіцукадзе» та «Юкікадзе» відескортували «Тьокай» до Кавієнга на північному завершенні острова Нова Ірландія (друга за важливістю японська база у архіпелазі Бісмарка), де той приєднався до загону важких крейсерів. Есмінці ж рушили далі на північ та 4 серпня прибули на Трук, а 5—12 серпня ескортували важкий крейсер «Могамі» (дістав пошкодження під час битви за Мідвей та відтоді ремонтувався на Труці) для ремонту в Японії.
Поки «Токіцукадзе» супроводжував «Могамі», союзники 7 серпня 1942-го висадились на сході Соломонових островів, що започаткувало шестимісячну битву за Гуадалканал та змусило японське командування перекидати сюди підкріплення. 16 серпня «Токіцукадзе» та ще 10 есмінців (серед них два з 16-ї дивізії) рушили з Японії як ескорт великого загону надводних кораблів (включав 2 авіаносці, 1 легкий авіаносець, 2 лінкори, 2 важкі та 1 легкий крейсери). Первісно планувалось, що з'єднання зайде на Трук, проте японське командування вирішило пришвидшити операцію з проведення конвою з військами на Гуадалканал та 21 серпня наказало йти одразу в напрямку Соломонових островів (при цьому загін дозаправився від двох танкерів, що вийшли з Труку).
Спроба провести конвой зазначений конвой призвела до битви 24 серпня 1942-го біля Східних Соломонових островів, під час якої «Токіцукадзе» разом з «Амацукадзе» ескортував загін адмірала Хара — легкий авіаносець «Рюдзьо» та важкий крейсер «Тоне». Після потоплення «Рюдзьо» «Токіцукадзе» разом з «Тоне» охороняли «Амацукадзе», який провадив порятунок вцілілих. Рух конвою виявився остаточно перерваним 25 серпня унаслідок ударів літаків з островів Еспіриту-Санто та Гуадалканал, проте «Токіцукадзе» ще кілька діб перебував у морі. 3 вересня він зайшов на якірну стоянку Шортленд (прикрита групою невеликих островів Шортленд акваторія біля південного завершення острова Бугенвіль, де зазвичай відстоювались бойові кораблі та перевалювались вантажі для подальшої відправки далі на схід Соломонових островів), а 5 вересня прибув на Трук.
9 вересня 1942-го «Токіцукадзе» вирушив у супроводі авіаносного з'єднання, яке повинне було патрулювати північніше від Соломонових островів з метою підтримки операцій на Гуадалканалі. Щоправда, тієї ж доби есмінець разом з іншим кораблем 16-ї дивізії «Хацукадзе» відокремився для протичовнової операції, проте 10 вересня вони попрямували наздогін основним силам та супроводжували їх до 23 вересня, коли авіаносці повернулись на Трук.
4 жовтня 1942-го «Токіцукадзе» разом зі ще одним есмінцем вийшов з Труку для супроводу до Японії ескортного авіаносця «Тайо», який наприкінці вересня був торпедований підводним човном і міг пересуватись лише пониженим ходом. 13 жовтня «Токіцукадзе» прибув до Куре, а 15—19 жовтня здійснив зворотний перехід на Трук. 21 жовтня есмінець приєднався до авіаносного угруповання, яке вже майже два тижні патрулювало північніше від Соломонових островів та 26 жовтня вступило у битву біля островів Санта-Круз. 27 жовтня «Токіцукадзе» був у складі охорони авіаносця «Дзюнйо», а 29—30 числа ескортував авіаносець «Дзуйкаку» на останньому відтинку шляху до Труку.
4—11 листопада 1942-го «Токіцукадзе» разом зі ще одним есмінцем ескортували з Труку до Японії авіаносець «Дзуйкаку» та важкий крейсер «Мьоко». 11 грудня «Токіцукадзе» вийшов з Йокосуки, маючи завдання супроводити на Трук легкий авіаносець «Рюхо» із партією літаків. Втім, наступної доби за три сотні кілометрів від виходу з Токійської затоки «Рюхо» зазнав влучання однієї торпеди з підводного човна та був вимушений повернути назад. У період з 31 грудня 1942 по 4 січня 1943-го Токіцукадзе та ще два есмінці супроводили «Дзуйкаку» з Йокосуки назад на Трук.
7—9 січня 1943-го «Токіцукадзе» перейшов з Труку на стоянку Шортленд, а 10 січня рушив до Гуадалканалу разом із сімома іншими есмінцями в межах операції постачання (через невдалий розвиток подій японці широко затосовували на Соломонових островах тактику доставки підкріплень та припасів на швидкохідних есмінцях). У цьому рейс «Токіцукадзе» виконував функцію прикриття та в ніч проти 11 січня потопив торпедний катер PT-43 і разом з есмінцем «Хацукадзе» — торпедний катер PT-112 (при цьому «Хацукадзе» був пошкоджений торпедою з американського корабля). Поки йшов цей бій, транспортна група розвантажилась і 11 січня весь загін повернувся на Шортленд (навіть пошкоджений «Хацукадзе» довели на буксирі пізніше тієї ж доби).
14—15 січня відбувся новий рейс до Гуадалканалу. У ньому взяли участь 9 есмінців, при цьому «Токіцукадзе» знову належав до групи охорони. Попри шість атак торпедних катерів та вранішні авіаудари всі кораблі повернулись на Шортленд (хоча один і був вимушений вирушити на ремонт через завдані авіацією пошкодження).
22 січня 1943-го «Токіцукадзе» та ще один есмінець «Куросіо» здійснили транспортний рейс до затоки Реката-Бей на північному узбережжі острова Санта-Ісабель (тут, північніше від Нью-Джорджії, знаходилась база японської гідроавіації).
28 січня 1943-го «Токіцукадзе» разом з «Куросіо» та «Сіраюкі» прикривав інші три есмінці, які перевозили війська на острови Расселл (між Гуадалканалом та Нью-Джорджією). Після цього 1, 4 та 7 лютого «Токіцукадзе» здійснив рейси для евакуації японських військ з Гуадалканалу.
13—14 лютого «Токіцукадзе» перейшов до Рабаула, а 18 лютого разом зі ще двома есмінцями рушив для супроводу переобладнаного легкого крейсера «Гококу-Мару» та авіатранспорту «Гошу-Мару» до півострова Сурумі (центральна частина південного узбережжя Нової Британії), де японці мали резервний аеродром у Гасматі, призначений для забезпечення аварійних посадок літаків, які здійснювали операції. 21 лютого цей загін повернувся у Рабаул.
Невдовзі «Токіцукадзе» залучили до великої конвойної операції з доставки підкріплень та припасів на Нову Гвінею для гарнізону Лае (у глибині затоки Хуон). 28 лютого конвой полишив Рабаул та попрямував на захід, а в період з 1 по 4 березня був повністю розгромлений ворожою авіацією в битві у морі Бісмарка. 3 березня «Токіцукадзе» отримав прямі влучання кількома бомбами та втратив хід. Есмінець «Юкікадзе» зняв з нього екіпаж та військовослужбовців (на борту «Токіцукадзе» перебував командувач 18-ю армією та його штаб), проте пошкоджений корабель не добили, а дозволили йому дрейфувати, маючи надію надалі врятувати судно. Пізніше того ж дня «Токіцукадзе» знову став ціллю для авіації, проте точних даних про можливі нові пошкодження немає.
Вночі 4 березня «Юкікадзе» знайшов дрейфуючий «Токіцукадзе», на якому виявили ще два десятки живих членів екіпажу. Враховуючи наявність на борту «Юкікадзе» великої кількості врятованих, а також численних військовослужбовців, які залишились у воді після потоплення інших кораблі, від ідеї буксирування «Токіцукадзе» відмовились (і навіть не добили його).
Вранці знову почала діяти союзна авіація, яка поцілила «Токіцукадзе» ще однією бомбою. Крім того, японці вислали власні літаки (9 пікіруючих бомбардувальників під прикриттям 14 винищувачів), щоб добити корабель та не дати його обладнанню потрапити до ворога на вивчення. Втім, і після цього бомбардування «Токіцукадзе» тримався на воді. Після опівдня 4 березня нова група бомбардувальників союзників нарешті змогла потопити важко пошкоджений корабель, який пішов на дно на вході до затоки Хуон за вісім десятків кілометрів на південний схід від Фіншхафену (за півтори сотні кілометрів від Лае).
5 березня врятованих з «Токіцукадзе» людей доправили у Рабаул. В останньому рейсі на кораблі загинуло 19 членів екіпажу.